# Канонерські човни типу «Альбакор» (1855)
Канонерські човни типу «Альбакор»  (Albacore-class gunboat) - 98 канонерських човнів, побудованих для Королівського флоту в 1855—56 для використання в Кримській війні. Один з різновидів так званих "кримських канонерок", які будувалися у великих кількостях після початку війни.  

## Конструкція
Канонерки типу «Альбакор» розроблений В. Волкером( W.H. Walker), був майже ідентичний попередньому типу "Даппер", також спроектованого цим же конструктором.   Кораблі були дерев'яними, поєднували парову машину з вітрилами, мали  невелику осадкою, аби здійснювати  обстріли узбереж на мілководдях Балтійського і Чорного морів під час Кримської війни.  

### Двигуни
Половина кораблів мали двоциліндрові горизонтальні односекційні парові двигуни, побудовані фірмою John Penn and Sons, з двома котлами. Решта мала двоциліндрові горизонтальні парові двигуни з одним розширенням, побудовані за допомогою фірми Maudslay, Sons and Field , з трьома котлами.  Обидві версії забезпечили 60 номінальною потужністю через один гвинт, достатній для забезпечення швидкості кораблів у 13,9 кілометрів на годину.    

### Озброєння
Кораблі цього класу були озброєні однією 68 фунтовою гарматою та  однією 32-фунтовою гладкоствольними морськими гарматами і двома 24-фунтовими гаубицями.  